# Хмелёвский, Альберт
Альберт Хмелёвский (пол. Albert Chmielowski; 20 августа 1846, Иголомя, Малопольское воеводство — 25 декабря 1916, Краков, Цислейтания) — святой Римско-католической Церкви, монах, иезуит, основатель католических конгрегаций альбертинцев и альбертинок, живописец.

## Биография
Родился в богатой аристократической семье. Был сыном начальника русской таможни. В 1855 году после смерти отца был направлен в кадетский корпус в Санкт-Петербург. Изучал сельское хозяйство, чтобы в дальнейшем управлять родовым имением. В 1861 году, будучи 17-летним юношей, участвовал в польском восстании 1863-64 годов, во время которого был тяжело ранен и потерял ногу. После этого стал заниматься живописью в Кракове и стал известным в Польше художником.
В 1880 году, оставив занятия живописью, вступил в иезуитский орден, но в апреле 1881 года оставил иезуитский орден из-за болезни.
В 1887 году основал конгрегацию «Братья святого Франциска — слуги бедных», известных впоследствии в просторечии как альбертинцы (названы по его имени) или «серые братья» (название по одеянию, которое они носят). В 1887 году основал женскую ветвь конгрегации с названием «серые сёстры». Из-за угрозы ссылки в Сибирь переехал в Австрию и поселился в Кракове.
В 1888 году принёс монашеские обеты в третьем ордене францисканцев, приняв монашеское имя Альберт.
В 1949 году Кароль Войтыла, будущий папа Иоанн Павел II, написал пьесу о святом Альберте, на основе которой в 1997 году был поставлен спектакль.

## Почитание
Канонизирован 12 ноября 1989 года папой Иоанном Павлом II.
День памяти — 17 июня.